# Chèvreville, Manche

Chèvreville este o comună în departamentul Manche, Franța. În 2009 avea o populație de 202 de locuitori.